# آزمایش بر پستانداران ناانسان

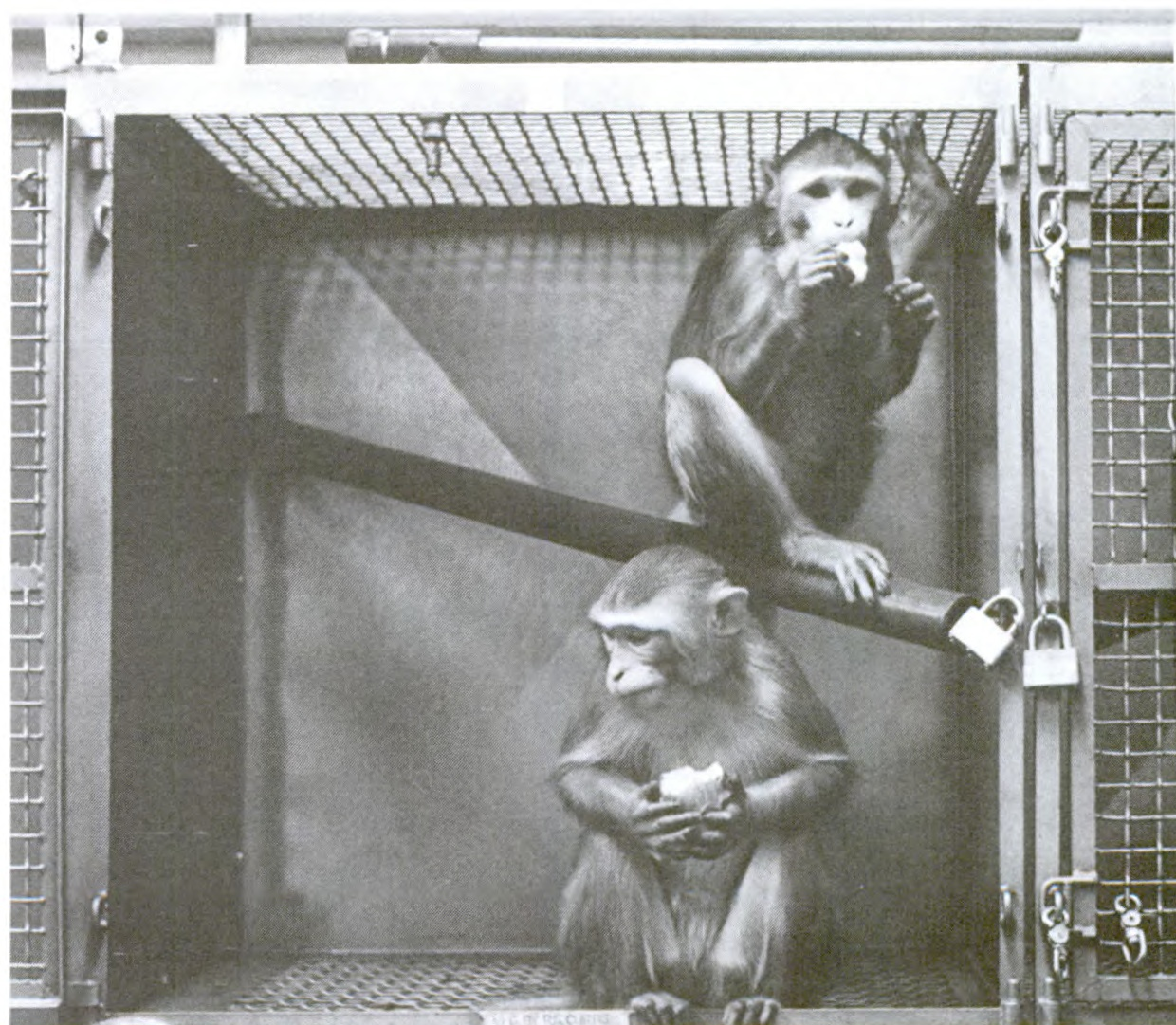
دو پستاندار در قفسِ آزمایشگاهی

آزمایش بر پستاندارانِ ناانسان (NHPs) دربرگیرندهٔ آزمایش‌های سم‌شناسی برای موادِ پرکاربرد در پزشکی و غیر پزشکی، پژوهش‌های بیماری‌های عفونی همچون اچ‌آی‌وی و هپاتیت و نیز پژوهش‌های عصب‌شناسی، تولیدمثل و ژنتیک است. هرسال پیرامونِ ۶۵٬۰۰۰ پژوهش بر پستانداران فقط در ایالات متحده انجام می‌شود و نزدیک به ۷۰۰۰ مورد نیز در سراسر اتحادیه اروپا ثبت می‌شود. بسیاری از این پستانداران پرورش‌یافته هستند اما برخی از آنها نیز وحشی و زنده‌گیری‌شده هستند.